# Telemundo Internacional
Telemundo Internacional é o sinal internacional do canal estadunidense Telemundo para América Latina. Telemundo Internacional foca-se para um público jovem e adulto e a totalidade de sua programação baseia-se ao igual que a de Telemundo, se compondo principalmente de séries, telenovelas, variedades e noticiários. É propriedade de NBCUniversal, operado pela HBO Latin America Group para sua distribuição em Latinoamérica. Sua sede localiza-se em Miami, Estados Unidos. 
A Telemundo se torna a primeira rede de conteúdo dos EUA em espanhol a expandir sua oferta programática para a região da América Latina.
A transmissão começou como Telemundo Internacional em março de 2000.

## História
Em 1994, Telemundo começou fazer notícias as 24 horas do dia e iniciou-se em seus princípios como um canal de notícias. A corrente lançou o sinal Telenoticias em parceria com a Argentina, Antena 3 de Espanha e a agência de notícias Reuters.
Em 1996, devido aos movimentos do mercado, a CBS comprou a Telenoticias, chamando-se CBS-Telenoticias . Na época, a aquisição da Telenoticias foi uma decisão estratégica da CBS / Westinghouse que ampliou o alcance nos EUA e a magnitude do negócio de comunicação audiovisual. Isso resultou em latinos nos EUA recebendo o sinal através da empresa de satélites W Satélite Communications. A voz anunciando a entrada: « CBS Telenoticias, informação mundial em 30 minutos »
A CBS manteve o canal de informação de 24 horas na América Latina e na Espanha com idéias de introduzir um similar, também em espanhol, para o mercado dos EUA. Além disso, a Telemundo e a CBS chegaram a um acordo para que a CBS Telenoticias produzisse as notícias diárias da Telemundo e outros programas especiais. 
Então, em 1999, diante da falta de iluminação do canal, das dívidas e do crescimento da audiência de seus concorrentes, a Telemundo retomou o sinal novamente em janeiro de 2000,  tirando-o do ar dois meses depois, transformando-o em Telemundo Internacional.
No restante da América Latina, o canal é distribuído pelo HBO Latin America Group desde 2016; e desde 2017 no México, isso ocorre porque a Televisa Networks, subsidiária da Televisa que distribuía o canal, não faria mais isso no México. 
No final de 2016, além de apresentar apenas o conteúdo de seu principal canal, o Telemundo Internacional inclui alguns conteúdos estrangeiros. 

## Sinais
- Sinal México: sinal exclusivo para este país. Rege-se pelo horário da Cidade de México (UTC -6/-5 DST).

- Sinal Venezuela: sinal exclusivo para este país, criado para adequar às normas da lei RESORTE. Rege-se pelo horário de Caracas (UTC -4).

- Sinal Centroamérica: sinal dirigido para Guatemala, Honduras, El Salvador, Nicarágua, Costa Rica e Panamá. Rege-se pelo horário de Cidade da Guatemala (UTC -6).

- Sinal Panregional: sinal dirigido para América do Sul, República Dominicana e o Caribe. Rege-se pelo horário de Bogotá (UTC -5), Santiago (UTC -4/-3 DST) e Buenos Aires (UTC -3).